# Serie A 1946-1947 (rugby a 15)
La serie A 1946-47 fu il 17º campionato nazionale italiano di rugby a 15 di prima divisione.
Si tenne dal 3 novembre 1946 al 2 giugno 1947 tra 10 squadre divise in due gironi da cinque ciascuno; fu previsto un girone finale a quattro, composto dalle prime due classificate di ogni girone.
Primo torneo dell'Italia repubblicana, ebbe una composizione più compatta rispetto alla struttura del primo campionato postbellico che ancora risentiva degli squilibri organizzativi dovuti al conflitto appena concluso.
All'inizio del campionato il Padova minacciò, e poi mise in pratica, l'abbandono del torneo in segno di protesta verso la F.I.R., la cui commissione aveva inserito la squadra in un girone geograficamente svantaggiato (trasferte a Trieste, Bologna e Roma) provocando al club, rispetto ad altre compagini del nord Italia, un maggiore esborso di circa 600000 L..
Le due finaliste dell'edizione precedente, il Rugby Roma e i campioni uscenti dell'Amatori Milano, peraltro le uniche due compagini ad avere vinto scudetti nelle sedici edizioni precedenti di campionato, rimasero fuori dalla finale a quattro, e una nuova squadra iscrisse il suo nome nell'albo d'oro della competizione, la sezione rugbistica della polisportiva Ginnastica Torino.

## Squadre partecipanti
- Amatori Milano
- Bologna
- Genova
- Ginnastica Torino
- Giovinezza (Trieste)
- Rugby Milano
- Padova
- Parma
- Rugby Roma
- Rovigo

## Prima fase

### Girone A
|      | 1ª/6ª giornata         |      |
| ---- | ---------------------- | ---- |
| 3-4  | Milano - Genova        | 8-14 |
| 12-3 | Ginn. Torino - Parma   | 8-10 |
|      |                        |      |
|      | 4ª/9ª giornata         |      |
| 13-0 | Parma - Amatori Milano | 0-0  |
| 0-11 | Milano - Ginn. Torino  | 0-8  |

|      | 2ª/7ª giornata                |      |
| ---- | ----------------------------- | ---- |
| 8-13 | Genova - Amatori Milano       | 3-41 |
| 6-6  | Parma - Milano                | 14-3 |
|      |                               |      |
|      | 5ª/10ª giornata               |      |
| 10-3 | Ginn. Torino - Amatori Milano | 0-8  |
| 3-5  | Genova - Parma                | 0-9  |

|     | 3ª/8ª giornata          |      |
| --- | ----------------------- | ---- |
| 5-6 | Genova - Ginn. Torino   | 0-8  |
| 8-0 | Amatori Milano - Milano | 18-3 |

#### Classifica girone A
| Pos | Squadra           | G | V | N | P | PF | PS | DP  | Pt |
| --- | ----------------- | - | - | - | - | -- | -- | --- | -- |
| 1   | Ginnastica Torino | 8 | 6 | 0 | 2 | 63 | 29 | +34 | 12 |
| 2   | Parma             | 8 | 5 | 2 | 1 | 60 | 32 | +28 | 12 |
| 3   | Amatori Milano    | 8 | 5 | 1 | 2 | 91 | 37 | +54 | 11 |
| 4   | Genova            | 8 | 2 | 0 | 6 | 37 | 93 | −56 | 4  |
| 5   | Rugby Milano      | 8 | 0 | 1 | 7 | 23 | 83 | −60 | 1  |

### Girone B
|      | 1ª/6ª giornata          |      |
| ---- | ----------------------- | ---- |
| 12-6 | Rugby Roma - Giovinezza | 0-31 |
| n.d. | Bologna - Padova        | n.d. |
|      |                         |      |
|      | 4ª/9ª giornata          |      |
| 3-16 | Padova - Rugby Roma     | n.d. |
| 3-6  | Bologna - Rovigo        | 3-6  |

|      | 2ª/7ª giornata       |      |
| ---- | -------------------- | ---- |
| 14-3 | Bologna - Giovinezza | 10-3 |
| 6-19 | Padova - Rovigo      | n.d. |
|      |                      |      |
|      | 5ª/10ª giornata      |      |
| 6-13 | Rugby Roma - Bologna | 6-6  |
| 6-0  | Rovigo - Giovinezza  | 9-6  |

|      | 3ª/8ª giornata      |      |
| ---- | ------------------- | ---- |
| 6-3  | Rovigo - Rugby Roma | 3-3  |
| n.d. | Giovinezza - Padova | n.d. |

#### Classifica girone B
| Pos | Squadra    | G | V | N | P | PF | PS | DP  | Pt |
| --- | ---------- | - | - | - | - | -- | -- | --- | -- |
| 1   | Rovigo     | 6 | 5 | 1 | 0 | 36 | 18 | +18 | 11 |
| 2   | Bologna    | 6 | 3 | 1 | 2 | 49 | 30 | +19 | 7  |
| 3   | Rugby Roma | 6 | 1 | 2 | 3 | 30 | 65 | −35 | 4  |
| 4   | Giovinezza | 6 | 1 | 0 | 5 | 49 | 51 | −2  | 2  |
| 5   | Padova     | 0 | 0 | 0 | 0 | 0  | 0  | 0   | 0  |

## Girone finale scudetto
|     | 1ª/4ª giornata              |      |
| --- | --------------------------- | ---- |
| 5-0 | Rovigo - Parma              | 3-24 |
| 3-0 | Ginnastica Torino - Bologna | 6-6  |

|      | 2ª/5ª giornata            |      |
| ---- | ------------------------- | ---- |
| 5-4  | Bologna - Rovigo          | 3-17 |
| 6-11 | Parma - Ginnastica Torino | 8-6  |

|      | 3ª/6ª giornata             |      |
| ---- | -------------------------- | ---- |
| 8-6  | Ginnastica Torino - Rovigo | 3-3  |
| 17-8 | Bologna - Parma            | 13-9 |

### Classifica finale
| Pos | Squadra           | G | V | N | P | PF | PS | DP | Pt |
| --- | ----------------- | - | - | - | - | -- | -- | -- | -- |
| 1   | Ginnastica Torino | 6 | 3 | 2 | 1 | 37 | 29 | +8 | 8  |
| 2   | Bologna           | 6 | 3 | 1 | 2 | 44 | 47 | −3 | 7  |
| 3   | Rovigo            | 6 | 2 | 1 | 3 | 38 | 43 | −5 | 5  |
| 4   | Parma             | 6 | 2 | 0 | 4 | 55 | 55 | 0  | 4  |

## Verdetti
- Ginnastica Torino: campione d'Italia